# Zielonki (powiat warszawski zachodni)
Zielonki – osada w Polsce położona w województwie mazowieckim, w powiecie warszawskim zachodnim, w gminie Stare Babice.
Wieś szlachecka położona była w 1580 roku w powiecie warszawskim ziemi warszawskiej województwa mazowieckiego. W latach 1975–1998 miejscowość administracyjnie należała do województwa warszawskiego.